# Пыхи
Пыхи (укр. Пихи) — село в Мостисской городской общине Яворовского района Львовской области Украины.
Население по переписи 2001 года составляло 12 человек. Занимает площадь 0,081 км². Почтовый индекс — 81310. Телефонный код — 3234.